# Lipnik (Kursk)
Lipnik (russisch Липник) ist ein Dorf (derewnja) in der Oblast Kursk in Russland. Es gehört zum Rajon Medwenka und zur Landgemeinde (selskoje posselenije) Gostomljanski selsowjet.

## Geographie
Der Ort liegt gut 41 km Luftlinie südwestlich des Oblastverwaltungszentrums Kursk im südwestlichen Teil der Mittelrussischen Platte, 23 km westlich des Rajonverwaltungszentrums Medwenka sowie 6 km vom Sitz des Dorfsowjet – 1. Gostomlja und 49 km von der Grenze zwischen Russland und der Ukraine entfernt am Fluss Nemtscha (linker Nebenfluss des Reut im Becken des Seim).

### Klima
Das Klima im Ort ist wie im Rest des Rajons kalt und gemäßigt. Es gibt während des Jahres eine erhebliche Niederschlagsmenge. Dfb lautet die Klassifikation des Klimas nach Köppen und Geiger.

## Bevölkerungsentwicklung
| Jahr | Einwohner |
| ---- | --------- |
| 2002 | 43        |
| 2010 | ▼24       |

Anmerkung: Volkszählungsdaten

## Verkehr
Lipnik liegt 22 km von der Fernstraße föderaler Bedeutung M2 „Krim“ (ein Teil der Europastraße E105), 5 km von der Straße regionaler Bedeutung 38K-004 (Djakonowo – Sudscha – Grenze zur Ukraine), 18,5 km von der Straße interkommunaler Bedeutung 38N-185 (M2 „Krim“ – Gachowo), 2 km von der Straße 38N-195 (38N-185 – 38K-004) und 23,5 km von der nächsten Eisenbahnhaltestelle 439 km (Eisenbahnstrecke Lgow-Kijewskij – Kursk) entfernt.
Der Ort liegt 103 km vom internationalen Flughafen von Belgorod entfernt.